# Criscia
Criscia là một chi thực vật có hoa trong họ Cúc (Asteraceae).

## Loài
Chi Criscia gồm các loài: